# هوندا سی‌بی۱۷۵
هوندا سی‌بی۱۷۵ (به انگلیسی: Honda CB175) یک موتورسیکلت خیابانی بود که توسط کمپانی هوندا از سال ۱۹۶۹ تا ۱۹۷۳ ساخته شده است. این موتور سیکلت دارای یک موتور ۱۷۴ سی سی (۱۰٫۶ مکعب) چهارزمانه و دوسیلندر با میل بادامک تک سر، دو سوپاپ در هر سیلندر، کاربراتور دو سوپاپ کشویی و دو اگزوز بود. همچنین مجهز به گیربکس پنج سرعته، برق ۱۲ ولت، استارت و استارت برقی، ترمزهای کاسه‌ای جلو و عقب، چراغ‌های راهنما، سرعت سنج با اندازه‌گیری سفر (مدل‌های ۱۹۷۲ به بعد) و سرعت سنج بود با ۲۰ اسب بخار قدرت و توانایی حداکثر سرعت ۱۳۸ کیلومتر (۸۶ مایل) در ساعت بود. به روز رسانی در سال ۱۹۷۲، یک مخزن گاز گردتر و تغییراتی در پوشش جعبه هوا، همراه با برخی تغییرات جزئی دیگر به همراه داشت. این موتور در سال ۱۹۷۴ متوقف شد و با هوندا سی‌بی۲۰۰ جایگزین شد،